# Dedé Barbosa
André Luiz Chueri da Silva Barbosa (Rio de Janeiro, 2 de fevereiro de 1977), mais conhecido como Dedé ou Dedé Barbosa, é um ex-jogador e atual treinador brasileiro de basquetebol.
Em sua primeira temporada como treinador de uma equipe principal, Dedé comandou o Limeira na melhor temporada da equipe no NBB, e recebeu o Troféu Ary Vidal.

## Carreira como jogador
Dedé iniciou a carreira no Grajaú, onde disputou as divisões de base e começou a carreira adulta. Após a passagem pelo Grajaú, rodou por diversos clubes de basquete durante sua carreira, incluindo Flamengo, Corinthians-RS, Guaru, Unitri/Uberlândia,Corinthians e Telemar/Rio de Janeiro. Pelo Telemar, Dedé se sagrou campeão brasileiro.
Encerrou a carreira jogando a segunda edição do NBB pelo Flamengo. Após o campeonato, foi contratado pelo Limeira para ser assistente técnico.

### Seleção Brasileira
Pela seleção brasileira, Dedé foi campeão sulamericano e medalha-de-ouro nos Jogos Pan-Americanos de 2003.

## Carreira como treinador

### Limeira (2014–2015)
Após quatro anos trabalhando como assistente técnico de Demétrius Ferracciú, então treinador do Limeira, e de comandar a equipe sub-22 do clube no Campeonato Paulista, Dedé assumiu o comando da equipe principal.
Na primeira temporada de Dedé como treinador principal, o Limeira terminou o ano de 2014 na liderança do NBB, eventualmente sendo ultrapassado pelo Bauru em 2015, mas ainda assim conquistando um histórico 2º lugar ao final da temporada regular. Destacado pela boa campanha de sua equipe, Dedé foi escolhido para o Jogo das Estrelas como assistente técnico de Paco García, evento ao qual faltou para participar de uma clínica de basquete em Austin, Texas.
A temporada do Limeira acabou nas semi-finais do NBB, quando a equipe foi varrida pelo eventual campeão Flamengo. Ao final da temporada, Dedé recebeu o Troféu Ary Vidal ao ser eleito o melhor treinador da temporada.
Por problemas financeiros, o Limeira encerrou as atividades da equipe adulta de basquete antes do início da temporada 2015–16.

### Rio Claro (2015–2016)
Após um decepcionante começo do Rio Claro no NBB 2015–16, a direção da equipe contratou Dedé para ser seu novo treinador, passando o então treinador Marcelo Tamião para a função de diretor-técnico.

## Registro como treinador
| Equipe    | Ano     | J  | V  | D  | V–D% | 1ª Fase | PJ | PV | PD | PV–D% | Resultado                      |
| --------- | ------- | -- | -- | -- | ---- | ------- | -- | -- | -- | ----- | ------------------------------ |
| Limeira   | 2014–15 | 30 | 25 | 5  | .833 | 2º      | 7  | 3  | 4  | .429  | Eliminado nas Semi-finais      |
| Rio Claro | 2015–16 | 23 | 12 | 11 | .522 | 8º      | 8  | 3  | 5  | .375  | Eliminado nas Quartas-de-final |
| Carreira  |         | 53 | 37 | 16 | .698 |         | 15 | 6  | 9  | .400  |                                |